# 静かなる叫び
『静かなる叫び』（しずかなるさけび、Polytechnique）は2009年のカナダのドラマ映画。
監督はドゥニ・ヴィルヌーヴ、出演はカリーヌ・ヴァナッスとセバスティアン・ユベルドーなど。
1989年12月6日にカナダのケベック州モントリオールにあるモントリオール理工科大学で起きた銃乱射事件をモチーフに描いた社会派作品。
全編モノクローム、ワイドスクリーン。
第30回ジニー賞で11部門にノミネートされ、作品賞や監督賞、脚本賞など9部門で受賞した（詳細は後述）。
日本では2017年1月から開催された「未体験ゾーンの映画たち2017」で上映された。

## ストーリー
1989年12月6日にモントリオール理工科大学で起きた銃乱射事件の顛末とともに、重傷を負いながらも生還した女子学生ヴァレリーと、混乱の中で負傷した女子学生を救おうと奔走した男子学生ジャン＝フランソワのその後までを描く。

## キャスト
- ヴァレリー: カリーヌ・ヴァナッス
- ジャン＝フランソワ: セバスティアン・ユベルドー（フランス語版）
- 殺人者: マキシム・ゴーデット（フランス語版）
- ステファニー: エヴリーヌ・ブロシュ（フランス語版） - ヴァレリーの親友。
- エリック: ピエール＝イヴ・カルディナル（フランス語版） - ヴァレリーの恋人。
- ジャン＝フランソワの母: ジョアンヌ＝マリー・トランブレー（フランス語版）

## 作品の評価

### 映画批評家によるレビュー
Rotten Tomatoesによれば、15件の評論のうち高評価は87%にあたる13件で、平均点は10点満点中6.98点となっている。
Metacriticによれば、6件の評論のうち、高評価は2件、賛否混在は4件、低評価はなく、平均点は100点満点中63点となっている。

### 受賞歴
| 賞       | 部門             | 対象                                                                                  | 結果       |
| -------- | ---------------- | ------------------------------------------------------------------------------------- | ---------- |
| ジニー賞 | 作品賞           | ドン・カーモディ マキシム・レミラール                                                 | 受賞       |
| ジニー賞 | 監督賞           | ドゥニ・ヴィルヌーヴ                                                                  | 受賞       |
| ジニー賞 | 主演女優賞       | カリーヌ・ヴァナッス                                                                  | 受賞       |
| ジニー賞 | 助演男優賞       | マキシム・ゴーデット                                                                  | 受賞       |
| ジニー賞 | オリジナル脚本賞 | ジャック・ダヴィッツ                                                                  | 受賞       |
| ジニー賞 | 撮影賞           | ピエール・ギル                                                                        | 受賞       |
| ジニー賞 | 編集賞           | リシャール・コモー                                                                    | 受賞       |
| ジニー賞 | 音響賞           | ステファーヌ・ベルゲロン ピエール・ブラン ジョー・キャロン ブノワ・ルデュック         | 受賞       |
| ジニー賞 | 音響編集賞       | クロード・ボーグラン ギイ・フランクール キャロル・ガニョン クリスティアン・リヴェスト | 受賞       |
| ジニー賞 | 作曲賞           | ブノワ・シャレスト                                                                    | ノミネート |
| ジニー賞 | メイクアップ賞   | ジーナ・キャロン マルタン・リヴェスト                                                 | ノミネート |